# Shelton Gibson
Pour les articles homonymes, voir Gibson.
(en) Statistiques sur pro-football-reference
Shelton Gibson (né le 20 mars 1995 à Cleveland dans l'Ohio) est un joueur américain de football américain évoluant au poste de wide receiver avec les Eagles de Philadelphie.

## Enfance
Gibson évolue au sein de la Cleveland Heights High School de Cleveland Heights. Il reçoit ensuite une bourse d'études pour évoluer au sein de l'Université de Virginie-Occidentale.

## Carrière

### Université
Le joueur fait partie de l'équipe des Mountaineers pendant quatre ans et saute sa dernière année d'étude pour entrer dans la draft. Durant cette période, il reçoit 84 réceptions pour 1 898 yards et 17 touchdowns.

### Professionnel
Shelton Gibson est sélectionné au cinquième tour de la draft 2017 de la NFL par les Eagles de Philadelphie au 166e choix. Lors de sa première année, il doit se contenter d'un poste de remplaçant mais remporte le Super Bowl LII avec les Eagles face aux Patriots de la Nouvelle-Angleterre. Il joue plus de matchs en 2018, apparaissant lors de quinze rencontres mais là aussi, la hiérarchie ne bouge pas et il reste remplaçant. Au milieu de la pré-saison 2019, Gibson est remercié après une blessure l'ayant envoyé sur la touche.
Au tout début du mois de septembre, il s'engage avec l'équipe d'entraînement des Browns de Cleveland et passe la quasi-totalité de la saison avec cette escouade avant d'être rappelé par Philadelphie lors des play-offs.